# 加賀城浩光
加賀城 浩光（かがじょう ひろみつ、Hiromitsu Kagajo、1961年8月23日 - ）は日本の マンドチェロ奏者、作曲家。

宮崎県出身。大学在学時にマンドリン演奏と作曲を始める。福岡県在住。

## 作曲作品
マンドリン合奏曲
- Promenade Ⅰ (1995)
- Promenade Ⅱ「三つの風景」 (1997)
- Promenade Ⅲ「奇跡の詩」 (1999)
- Promenade Ⅳ「幻想」 (1999)
- Promenade Ⅴ「カクテルダンス」 (2000)
- Promenade Ⅵ「Switch back」 (2001)
- Promenade Ⅶ「Grand Adagio」 (2004)
- Promenade Ⅷ「Phoenix」 (2005)
- Promenade Ⅸ「さくらばたけ」 (2005)
- Promenade Ⅹ「風紋」 (2008)
- 組曲「風の大地」 (1996)
- 組曲「自由なき翼」 (1998)
- タッタラター組曲より「ワラカス・マラカス」 (1998)
- 前奏曲第1番「誓い」 (1987)
- 前奏曲第2番「悲しみの向こうに」 (1996)
- 前奏曲第3番「旅立ち」 (1993)
- 前奏曲第4番「潮騒」 (1983)
- 前奏曲第5番「南風」 (1994)
- 前奏曲第6番「海の見える丘」 (2000)
- 前奏曲第7番「マンドリンの森」 (2000)
- 前奏曲第8番「いつか来た海」 (2003)
- 前奏曲第9番「白い風景」 (2004)
- 前奏曲第10番「夕日に包まれる港」 (2008)
- 前奏曲第11番「恋音」
- 前奏曲第12番「海からの便り」
- 幻想的間奏曲Ⅰ (1989)
- 幻想的間奏曲Ⅱ (1998)
- 幻想的間奏曲Ⅲ「Requiem」
- 枯葉の想い
- PASSION (2006)
- BLACK OUT (2006)
- One for all (2007)
- 組曲「芳香螺旋」 (2007)
- BLACK OUT 2 (2008)
- 神々の夜 (2008)
- AROUND X
- 侍〜SAMURAI (2010)
- 海神〜わだつみ (2010)

マンドチェロ独奏曲
- 堀切峠
- SCREEN
- 流れる雲の下で
- サボテンのある坂
- Love Song
- 12月の夜に
- Revolution
- UDO
- Inspiration
- ROM TIME
- YATOGI
- Consolation
- 遠い星
- 雨の中の記憶
- China Chicken
- Inspiration 2
- 紅花舎へのボレロ
- 幸せに包まれて
- Inspiration 3